# Phony Ppl
Phony Ppl — музыкальная группа из Бруклина, Нью-Йорк. Основана в 2010 году 9 участниками, в настоящее время членами группы являются Элби Три (вокал), Элайджа Равк (ведущая гитара), Мэтт «Maffyuu» Байас (ударные), Ая Грант (клавиши) и Бари Басс (бас-гитара) ,

## Начало
Члены Phony Ppl встретились в старшей школе. Элби (Роберт Букер) и Ая сначала сформировали группу, позже к ней присоединились Дайм-а-Дузин (Доннован Блокер), Бари Басс (Омар Грант), Элайджа Равк, Ян Бакерман, Маффью и Шериф Пи Джей В 2012 году они выпустили альбом Phonyland .
В январе 2015 года они выпустили альбом Yesterday’s Tomorrow. Альбом достиг номера 24 в чарте Billboard Heatseekers Album. Альбом также достиг 15 строчки на чарте Trending 140 и 7 на графике Emerging Artists. Они выпустили сингл «This Must Be Heaven» в ноябре 2016 года. Они впервые выступили на телевидении 9 июня 2015 года на Jimmy Kimmel Live! исполняет " Trap Queen " с Fetty Wap .
В октябре 2018 года они выпустили сингл «Something About Your Love» (стилизованный под «SomethinG about your love»). Их альбом mō'za-ik. был выпущен 19 октября 2018 года.

## Дискография

### Альбомы
| Заглавие           | Детали альбома                                                                                       | Пиковые позиции на графике        |
| Заглавие           | Детали альбома                                                                                       | Американские искатели тепла </br> |
| ------------------ | --- | --------------------------------- |
| WTF это Phonyland? | - Дата выхода: 28 апреля 2009 г. Лейбл: Phony Ppl LLC - Формат: цифровая загрузка                    | -                                 |
| Phonyland          | - Дата выхода: 17 января 2012 - Лейбл: Phony Ppl LLC - Формат: цифровая загрузка                     | -                                 |
| ничего особенного  | - Дата выхода: 17 июля 2012 г. - Лейбл: Phony Ppl LLC - Формат: цифровая загрузка                    | -                                 |
| 53000.             | - Дата выхода: 26 июля 2013 г. - Лейбл: Phony Ppl LLC - Формат: цифровая загрузка                    | -                                 |
| Вчерашнее завтра   | - Дата выхода: 13 января 2015 г. - Лейл: Phony Ppl LLC - Формат: цифровая загрузка                   | 24                                |
| mō'zā-ик.          | - Год выхода: 19 октября 2018 г. - Лейбл: 300 Entertainment - Формат: цифровая загрузка и физическая | -                                 |